# Чемпионат мира по шорт-треку среди юниоров 1997
Чемпионат мира по шорт-треку среди юниоров 1997 года проходил с 11-12 января в  Маркетте (США).
Чемпионат включает в себя четыре дистанции — 500, 1000, 1500 и 1500 метров — суперфинал На дистанциях сначала проводятся предварительные забеги, затем лучшие шорт-трекисты участвуют в финальных забегах. Чемпионом мира становится спортсмен набравший наибольшую сумму очков по итогам четырёх дистанций. В случае равенства набранных очков преимущество отдаётся спортсмену занявшему более высокое место в суперфинале на дистанции 1500 м. Также проводятся с 2001 года эстафеты у девушек м у юношей на 2000 м. С 2019 года абсолютный чемпион не разыгрывается.

## Общий медальный зачёт
| Место | Страна           | Золото | Серебро | Бронза | Всего |
| ----- | ---------------- | ------ | ------- | ------ | ----- |
| 1     | Республика Корея | 9      | 3       | 0      | 12    |
| 2     | США              | 0      | 3       | 5      | 8     |
| 3     | Канада           | 0      | 1       | 3      | 4     |
| 4     | Япония           | 0      | 0       | 1      | 1     |

## Медалисты

### Юноши
| Дисциплина        | Золото                       | Серебро               | Бронза                                 |
| ----------------- | ---------------------------- | --------------------- | -------------------------------------- |
| 500 м             | Ким Дон Сун Республика Корея | Даниэль Вайнштейн США | Франсуа-Луи Трамбле Канада             |
| 1000 м            | Ким Дон Сун Республика Корея | Тони Смит Канада      | Расти Смит США                         |
| 1500 м            | Ким Дон Сун Республика Корея | Расти Смит США        | Ясути Саито Япония                     |
| 1500 м суперфинал | Ким Дон Сун Республика Корея | Даниэль Вайнштейн США | Расти Смит США                         |
| Многоборье        | Ким Дон Сун Республика Корея | Расти Смит США        | Даниэль Вайнштейн США Тони Смит Канада |

### Девушки
| Дисциплина        | Золото                                                 | Серебро                     | Бронза               |
| ----------------- | ------------------------------------------------------ | --------------------------- | -------------------- |
| 500 м             | Ан Сан Ми Республика Корея                             | Вон Хе Гён Республика Корея | Джули Госкович США   |
| 1000 м            | Вон Хе Гён Республика Корея                            | Ан Сан Ми Республика Корея  | Мари-Эв Дроле Канада |
| 1500 м            | Вон Хе Гён Республика Корея                            | Ан Сан Ми Республика Корея  | Джули Госкович США   |
| 1500 м суперфинап | Ан Сан Ми Республика Корея                             | Вон Хе Гён Республика Корея | Джули Госкович США   |
| Многоборье        | Вон Хе Гён Республика Корея Ан Сан Ми Республика Корея | место не присуждалось       | Джули Госкович США   |